# Колбиха (деревня)
Колбиха — деревня в Юргинском районе Кемеровской области России. Входит в состав Новоромановского сельского поселения.

## География
Деревня находится в северо-западной части области, на левом берегу реки Томь, вблизи места впадения в неё реки Колбиха, на расстоянии примерно 34 километров (по прямой) к востоку от районного центра города Юрга. Абсолютная высота — 110 метров над уровнем моря.
Часовой пояс
Деревня Колбиха, как и вся Кемеровская область, находится в часовой зоне МСК+4. Смещение применяемого времени относительно UTC составляет +7:00.

## История
Основана в 1724 году. В «Списке населенных мест Российской империи» 1868 года издания населённый пункт упомянут как заводская деревня Колбиха Томского округа (2-го участка) при реке Томи, расположенная в 129 верстах от окружного центра Томска. В деревне имелось 42 двора и проживало 279 человек (132 мужчины и 147 женщин).
В 1911 году в деревне, входившей в состав Тарсминской волости Кузнецкого уезда, имелся 61 двор и проживало 342 человека (171 мужчина и 171 женщина). Действовали хлебозапасный магазин и торговая лавка.
По данным 1926 года имелось 129 хозяйств и проживало 617 человек (в основном — русские). В административном отношении деревня являлась центром Колбихинского сельсовета Юргинского района Томского округа Сибирского края.

## Население
| 2010 |
| ---- |
| 61   |

Половой состав
По данным Всероссийской переписи населения 2010 года в гендерной структуре населения мужчины составляли 44,3 %, женщины — соответственно 55,7 %.
Национальный состав
Согласно результатам переписи 2002 года, в национальной структуре населения русские составляли 87 % из 62 чел.

## Улицы
Уличная сеть деревни состоит из четырёх улиц.